# Sipadan
Sipadan é a única ilha oceânica da Malásia e faz parte do estado de Sabá. Está localizada no mar de Celebes e possui uma área de 15 hectares. A ilha é cercada por recifes de coral que representam o habitat de mais de 3000 espécies diferentes de peixes.
A ilha foi declarada em 1933 como santuário de pássaros, por sua grande variedade de espécies de aves tropicais.
A ilha foi formada por corais que cresceram sobre um extinto cone vulcânico que levou milhares de anos a desenvolver-se. Sipadan está no coração do Indo-Pacífico, centro de um dos mais ricos habitats marinhos do mundo. Por isso é considerada como um dos melhores lugares do mundo para a prática do mergulho, pois sua orla apresenta quedas de até 610 metros de profundidade, o que facilita também a ancoragem de barcos.

## História
Até ao início do século XX, a ilha esteve no centro de uma disputa territorial entre a Malásia e a Indonésia. O assunto foi levado ao Tribunal Internacional de Justiça e, no final de 2002, este atribuiu a ilha Sipadan e a ilha Ligitan à Malásia, com base na "efetiva ocupação" mostrada pelo anterior ocupante (a potência colonizadora da Malásia: o Reino Unido) e à ausência de qualquer outro título superior.
A ilha alcançou notoriedade em 2000 depois de um sequestro de turistas pelo grupo islâmico militante Abu Sayyaf que luta pela emancipação de uma parte do território filipino e que consta na lista estadunidense de grupos terroristas.
Em 15 de maio de 2006 um barco transportando materiais de construção danificou uma parte dos arrecifes da ilha.